# بدران الشقران
بدران الشقران (عربی: بدران محمد الشقران؛ زادهٔ ۱۹ ژانویهٔ ۱۹۷۴) بازیکن فوتبال اهل اردن بود.
از باشگاه‌هایی که در آن بازی کرده‌است می‌توان به باشگاه ورزشی الوثبه، باشگاه ورزشی المحرق، باشگاه ورزشی الرمثا، و باشگاه فوتبال کاماز نابرژنیه چلنی اشاره کرد.
وی همچنین در تیم ملی فوتبال اردن بازی کرده‌است.